# Famille Sagredo
 (juillet 2024).
La famille Sagredo est une famille patricienne de Venise.

## Historique

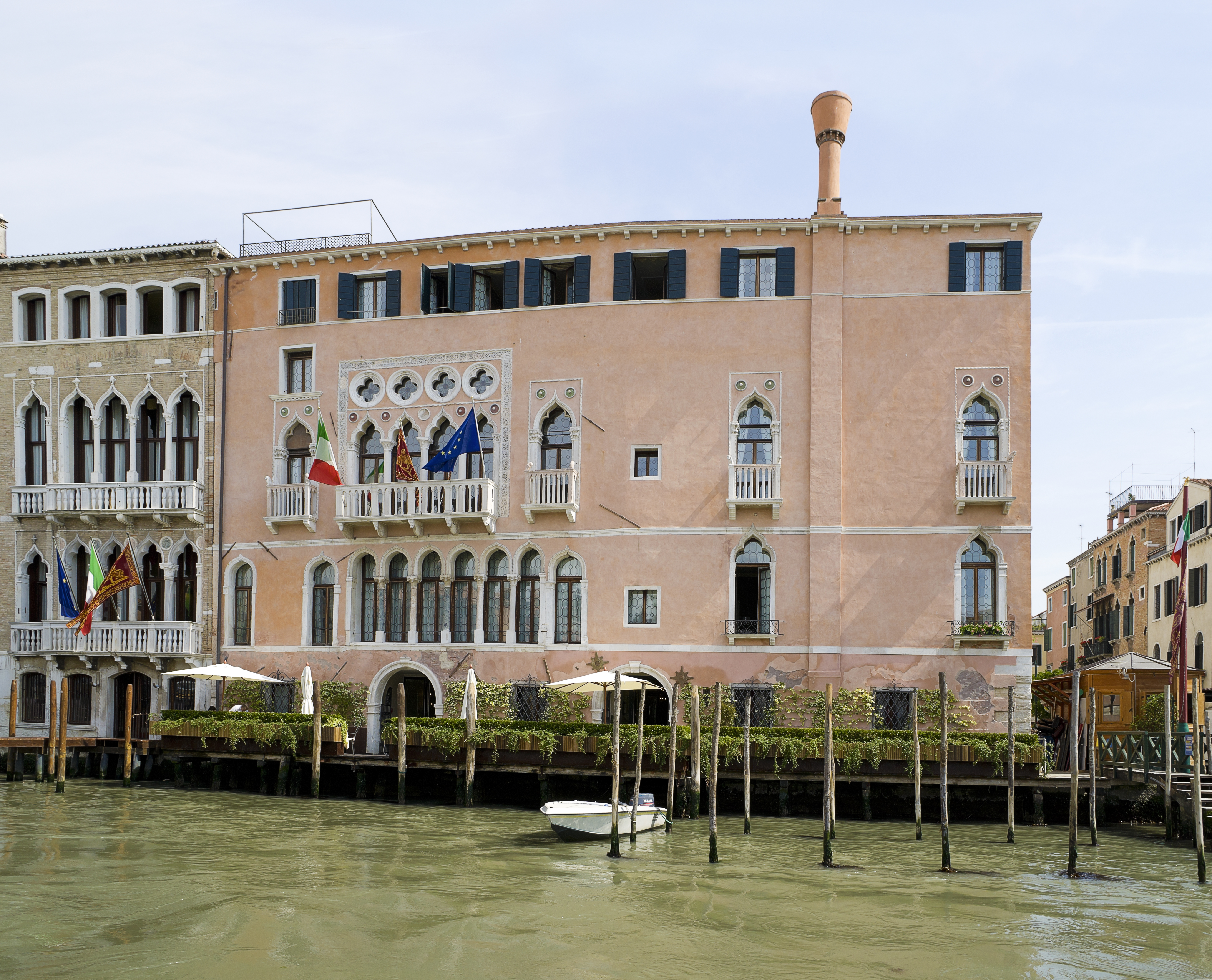
Ca' Sagredo

Selon certains auteurs[Lesquels ?], la famille serait d'origine grecque et serait arrivée de Thessalonique au Xe siècle. D'autres sources indiquent qu'elle serait romaine, envoyée en Dalmatie dans la colonie de Šibenik et se serait établie dans la lagune en 480.
Elle est incluse dans le Maggior Consiglio, agrégation confirmée à la clôture de celui-ci en 1297.
Elle compt parmi les familles aristocratiques les plus influentes, riches et puissantes de Venise pendant toute la durée de la République, atteignant l'apogée de sa puissance au cours du XVIIe siècle.
Après la chute de la Sérénissime, le gouvernement impérial autrichien confirme la noblesse des différentes branches de cette famille par Résolutions Souveraines du 1er décembre et 18 décembre 1817, 2 décembre 1819 et 10 novembre 1820.  
Giovanni Gerardo de Francesco Sagredo obtient pour lui et sa descendance en outre le titre de comte de l'empire autrichien.
Plusieurs membres de la famille sont inhumés dans la « chapelle Sagredo » dans l’église de San Francesco della Vigna à Venise.

## Armes

armes des Sagredo

Les armes des Sagredo se blasonnent ainsi d'une face de gueules en champ d'or.

## Personnalités
La famille donna un doge, des commandants militaires, des hommes politiques et ecclésiastiques, parmi lesquels un patriarche de Venise et un saint.
- Gerardo Sagredo, dit saint Gérard de Csanad ou de Hongrie (v.980-1046), religieux du monastère de Saint Georges, évêque en Hongrie.
- Giovanni, duc de Candie en 1604.
- Nicolò Sagredo (1606 - 1676), 105e doge de Venise élu en 1674.
- Alvise Sagredo (Aloisio)  (1616 - 1688), ecclésiastique, patriarche de Venise de 1678 à sa mort.
- Giovanni  (1616 - 1691), chevalier et procurateur de Saint-Marc, un temps ambassadeur de la République en France.
- Giovanni Sagredo(1616-1682), historien et homme politique.
- Gerardo (1692-1738), procurateur de Saint-Marc[2].

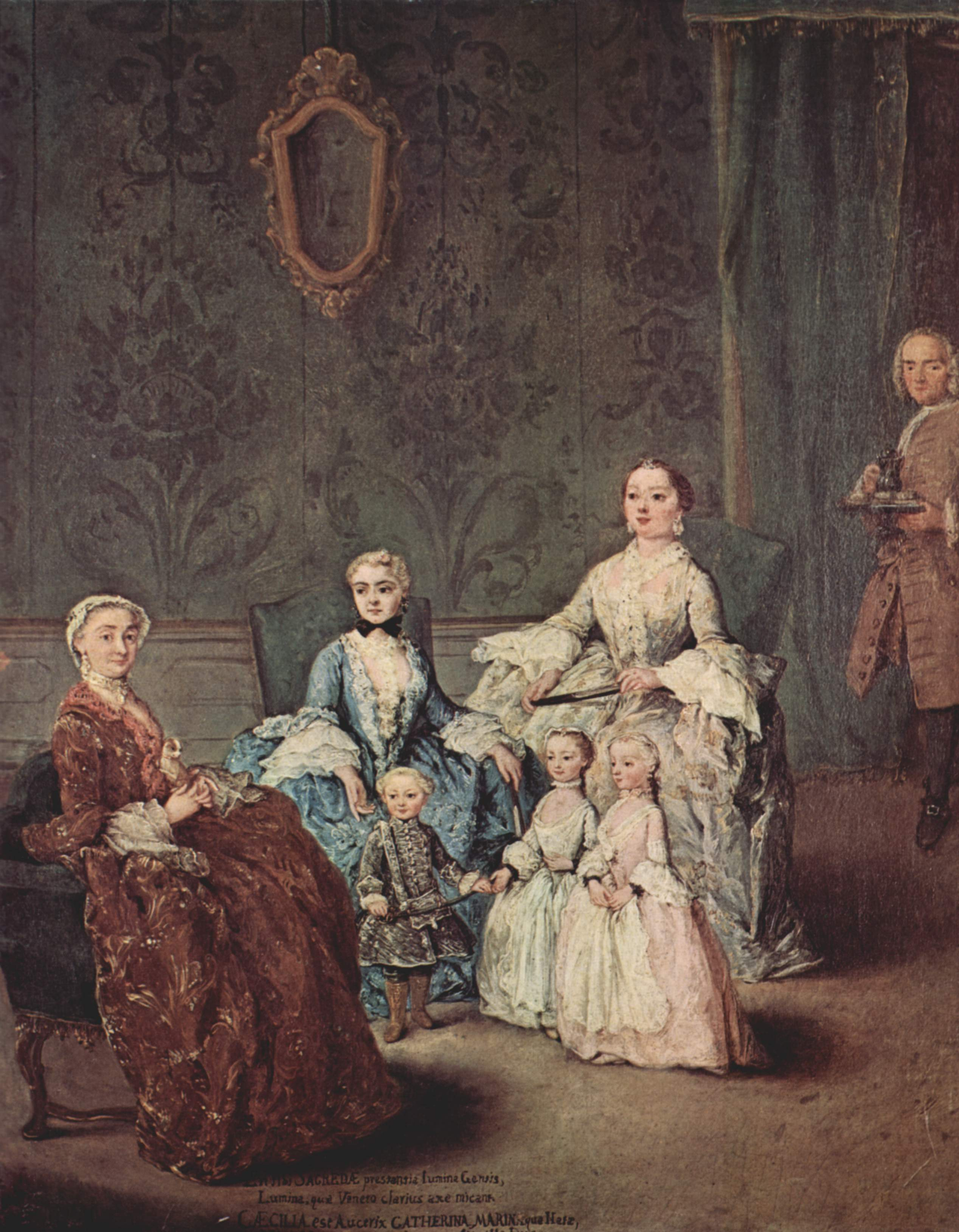
La famille Sagredo par Pietro Longhi
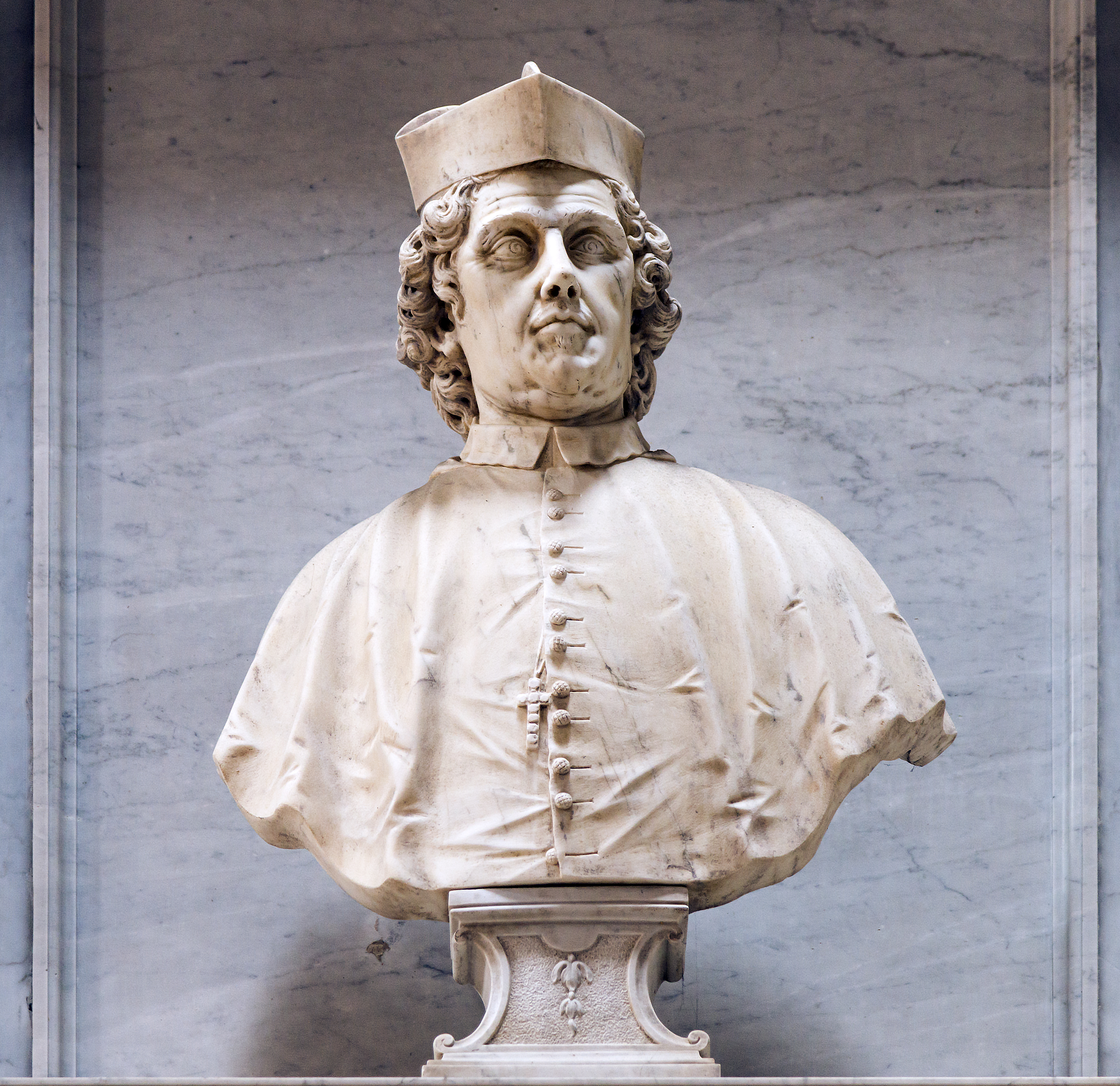
Alvise Sagredo église de San Francesco della Vigna
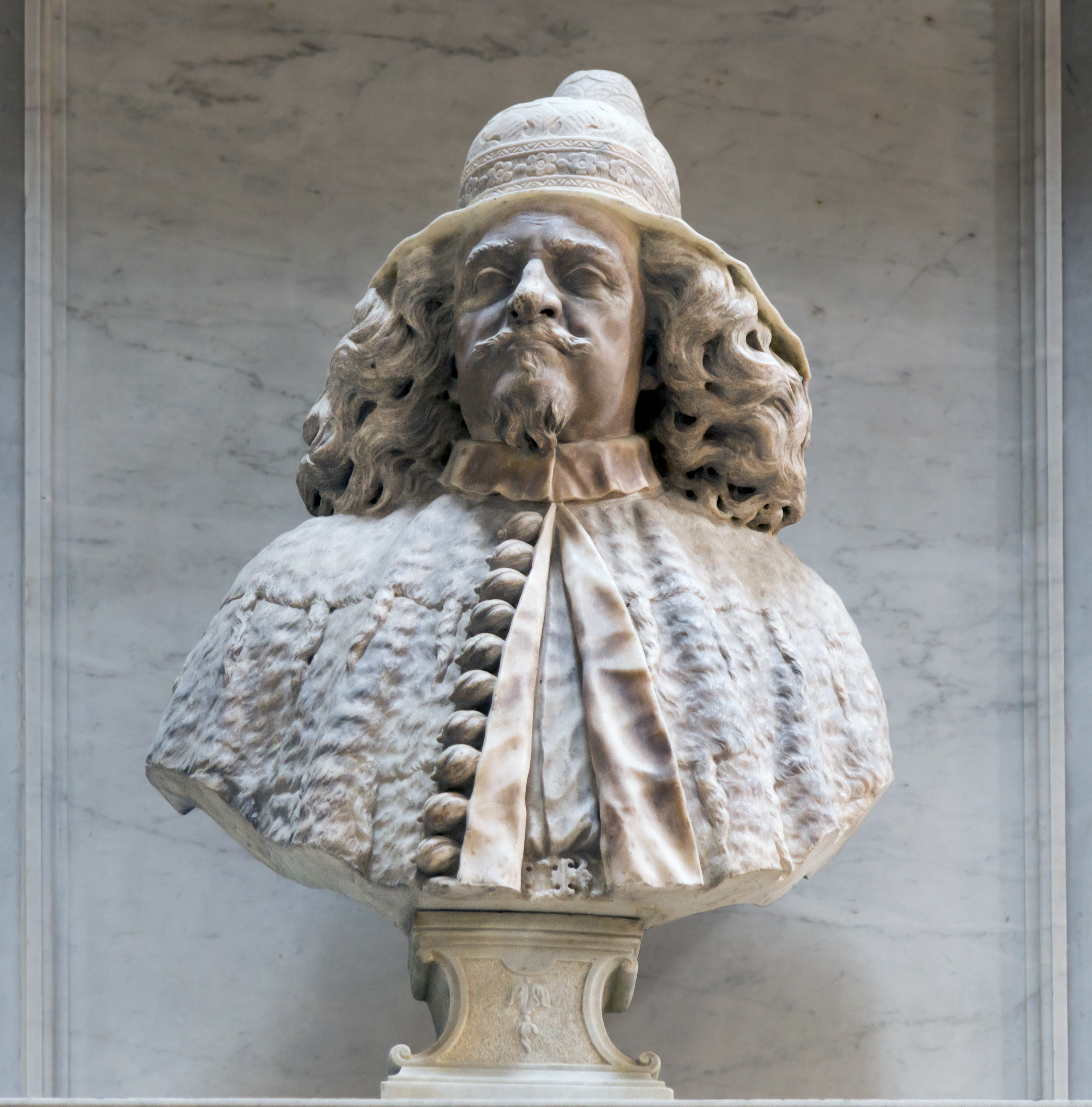
Nicolò Sagredo église de San Francesco della Vigna

## Demeures
- Ca'Sagredo
- Palais Sagredo a Santa Ternita
- Palais Sagredo